# Chondrodesmus rugosior
Chondrodesmus rugosior är en mångfotingart som beskrevs av Chamberlin 1923. Chondrodesmus rugosior ingår i släktet Chondrodesmus och familjen Chelodesmidae. Inga underarter finns listade i Catalogue of Life.